# Abd Allah bin Abd al-Rahman Al Sa'ud
Abd Allāh bin ʿAbd al-Raḥmān Āl Saʿūd (in arabo عبد الله بن عبد الرحمن بن فيصل آل سعود‎?; 1893 – 4 dicembre 1976) è stato un principe saudita, membro della famiglia reale Āl Saʿūd. Era un importante consigliere e membro del consiglio interno del fratello maggiore, re Abd al-Aziz, che governò fino al 1953. Ha continuato ad essere coinvolti in affari di stato fino alla sua morte.

## Biografia
Il principe Abd Allah nacque nel 1893 ed era il settimo figlio dell'emiro del Najd Abd al-Rahman.
Abd al-Rahman partecipò alle campagne militari che il suo fratello maggiore Abd al-Aziz intraprese per gettare le basi del futuro stato dell'Arabia Saudita. Fu responsabile della cattura e della distruzione dell'insediamento Ikhwan di Ghatghat avvenuta nel 1929 durante la rivolta Ikhwan. Dal 1932 partecipò frequentemente alle riunioni nel comitato politico formato dal re a seguito della creazione dell'Arabia Saudita. Fu consigliere chiave del fratello, membro del consiglio privato e uno dei consiglieri ufficiali del re fino alla sua morte nel 1953. Partecipò all'incontro con il primo ministro britannico Winston Churchill nel 1945  che gli donò una Rolls-Royce. Accompagnò re Abd al-Aziz anche allo storico incontro con Franklin Delano Roosevelt il 14 febbraio 1945.
In seguito, sotto i regni dei nipoti Sa'ud, Faysal e Khalid continuò ad essere una figura rispettata. Durante il conflitto tra re Sa'ud e il principe Faysal, Abd Allah appoggiò quest'ultimo. Fu uno dei cinque principi di alto livello che subito dopo l'assassinio di re Faysal proclamarono il principe ereditario Khalid nuovo sovrano.
Abd Allah bin Abd al-Rahman morì il 4 dicembre 1976.

## Vita personale
Il principe era sposato e aveva quarantasei figli, ventisette maschi e diciannove femmine. Suo figlio Khalid (nato nel 1937), è sposato con al-Jawhara bint Abd al-Aziz Al Sa'ud, sorella germana dei sette Sudairi. Una delle sue figlie, Jawhara, è sposata con Sa'ud bin Faysal bin Abd al-Aziz Al Sa'ud.